# カリム・アデイェミ
カリム・ダヴィド・アデイェミ（Karim David Adeyemi , 2002年1月18日 - ）は、ドイツ・バイエルン州ミュンヘン出身のサッカー選手。ドイツ代表。国籍はドイツ、ナイジェリア、ルーマニアの3つ。ボルシア・ドルトムント所属。ポジションはMF、FW。ブンデスリーガの最高時速記録保持者（36.65km/h、2023年2月）。

## 経歴

### プロ入り
ミュンヘン出身。地元のFCバイエルン・ミュンヘンのユースアカデミーを経て2012年にSpVggウンターハヒンクのユースアカデミーに入所。2017年に飛び級でU-18に昇格。2017-18シーズンに同リーグで7試合1得点を記録し、2018年夏にレッドブル・ザルツブルクと契約。

### ザルツブルク
ザルツブルク傘下のFCリーフェリングに送られた。2018-19シーズンはエアステリーガ (2部リーグ)で20試合で6ゴールを決め、U-17部門のフリッツ・ヴァルター・メダルを受賞。まだトップチーム昇格前だったにも関わらず、ビッグクラブ注目の的となり、2019年秋にはFCバルセロナが、『第2のアンス・ファティ』として目を付け、レッドブル・ザルツブルクに獲得オファーを提示。更にボルシア・ドルトムントやアーセナルFC、リヴァプールFCなどもアデイェミの獲得を検討していると報じられた。
名だたるビッグクラブからの注目を集める中、2020年1月18日にレッドブル・ザルツブルクと2024年までの契約に合意。2019-20シーズンはFCリーフェリングで14試合で9ゴールを決め、同年6月にトップチームに昇格。4日のSKラピード・ウィーン戦でプロデビュー。7月1日のSKシュトゥルム・グラーツ戦でプロ初ゴールを記録。2020年度のゴールデンボーイ賞の候補にも選出。更に10月にはCLデビューの可能性も報じられた。

### ドルトムント
2022年5月11日、ボルシア・ドルトムントと5年契約で移籍することを発表された。
2024年10月1日、彼はUEFAチャンピオンズリーグ 2024-25で自身初のハットトリックを達成し、ホームでのセルティックFC戦で7-1の勝利に貢献した。

### 代表
2018年から、ユース世代のドイツ代表に選出されている。2021年9月5日に行われたアルメニア代表戦でA代表初出場初得点を記録した。
2022年11月、彼はカタールで開催された2022 FIFAワールドカップのドイツ代表メンバーに選出された。 しかし、彼は1試合も出場することなく、ドイツはグループステージで敗退した。

## 代表歴

### 出場大会
- ドイツ代表
  - 2022 FIFAワールドカップ

### 試合数
- 国際Aマッチ 4試合 1得点（2021年-2022年）

| ドイツ代表 | 国際Aマッチ | 国際Aマッチ |
| 年         | 出場        | 得点        |
| ---------- | ----------- | ----------- |
| 2021       | 3           | 1           |
| 2022       | 1           | 0           |
| 通算       | 4           | 1           |

## 人物
- 父はナイジェリア出身で、母はルーマニア出身。
- 2019年10月、イギリスの有力メディアザ・ガーディアンのネクスト・ジェネレーション2019に選出された。

## タイトル

### クラブ
レッドブル・ザルツブルク
- ブンデスリーガ：2019-20, 2020-21, 2021-22
- ÖFBカップ：2019-20, 2020-21, 2021-22

### 代表
U-21ドイツ代表
- UEFA U-21欧州選手権：2021